# Scudetto delle pistole

Genoa-Bologna 2-2, 7 giugno 1925: l'entrata in campo delle squadre in occasione del primo spareggio della finale di Lega Nord.

Con l'espressione giornalistica Scudetto delle pistole si fa riferimento al titolo di "campione d'Italia" conquistato dal Bologna nella Prima Divisione 1924-1925, la 25ª edizione del massimo livello del campionato italiano di calcio maschile, nonché, lato sensu, all'intera stagione e alle numerose controversie che ne determinarono l'esito.
La competizione, vinta dal Bologna nella finalissima nazionale contro l'Alba Roma, fu infatti caratterizzata da una battaglia sportiva, politica e giudiziaria avvenuta durante la finale di Lega Nord (la sezione del campionato riservata alle squadre dell'Italia settentrionale) fra i bolognesi e i campioni in carica del Genoa; tale sfida, durata per cinque partite svoltesi nell'arco di undici settimane, venne segnata da querelle arbitrali, scontri istituzionali e financo atti di violenza (questi ultimi ispiratori del nome con cui lo scudetto è popolarmente conosciuto).
Il Genoa ha più volte messo in discussione la legittimità del risultato del torneo, a loro sfavorevole, mentre il Bologna ne ha sempre difeso la validità.

## Gli antefatti

### Il campionato 1923-1924

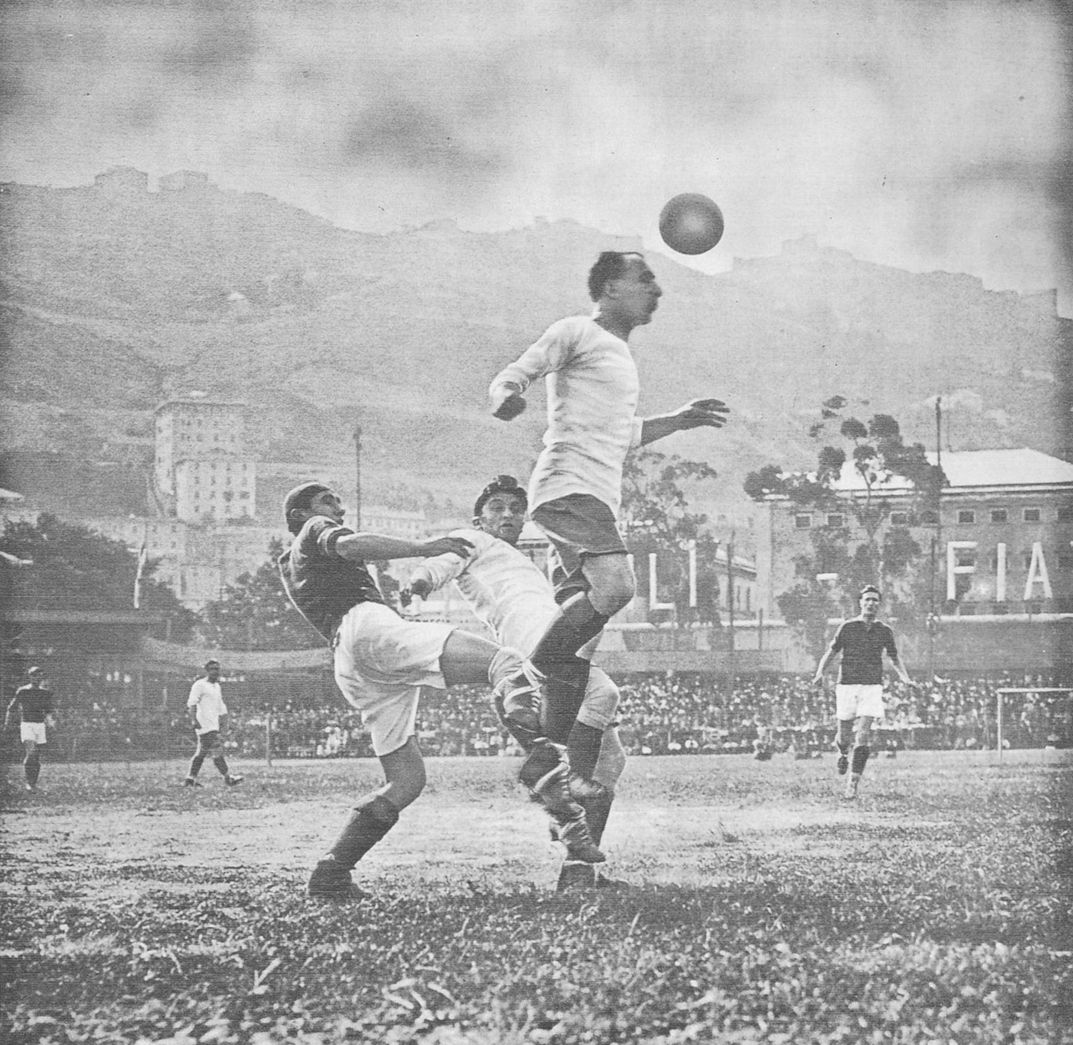
Il capitano genoano Renzo De Vecchi sovrasta di testa a Marassi il compagno di squadra Luigi Burlando e il bolognese Angelo Schiavio nella gara di andata delle finali di Lega Nord 1923-1924.

I prodromi dello scontro nel 1925 fra Genoa e Bologna che passò alla storia come lo Scudetto delle pistole si svilupparono nel corso del campionato precedente, la Prima Divisione 1923-1924.
Le due squadre rossoblù si trovarono di fronte per la finale di Lega Nord il 15 giugno e il 22 giugno 1924, dopo esservi giunte in maniera rocambolesca. Nel Girone A, infatti, il Genoa beneficiò indirettamente del caso Rosetta, uno scandalo legato al trasferimento del terzino Virginio Rosetta dalla Pro Vercelli alla Juventus: dopo un lungo braccio di ferro con la Federazione Italiana Giuoco Calcio, la Lega riuscì a impedire il riconoscimento ufficiale dell'avvenuto passaggio di Rosetta alla corte di Edoardo Agnelli, e la corsa al titolo del sodalizio bianconero fu compromessa da tre partite perse a tavolino per aver schierato irregolarmente il difensore. Nel Girone B, invece, il Bologna sopravanzò il Torino per un solo punto grazie a una sconfitta subita dai granata sul campo dello Spezia, contrassegnata da polemiche sul comportamento antisportivo del pubblico di casa; il "Toro" fece ricorso per ottenere la vittoria d'ufficio ma la richiesta venne respinta e il risultato del campo convalidato.
La partita d'andata della finale, tenutasi a Genova, fu contrassegnata da diverse risse scoppiate sugli spalti; alcuni spettatori invasero anche il campo di gara: fra questi Giovanni Battista Traverso, ex calciatore genoano e allenatore in carica della Cremonese, il quale diede un pugno a Giuseppe Della Valle, il capitano bolognese. La partita si risolse a favore dei padroni di casa solamente nel finale, grazie ad un gol di Ettore Neri, nonostante le cronache sportive riconobbero la supremazia nel gioco da parte del Bologna. Il Bologna in seguito sporse reclamo contro l'omologazione del risultato, che però venne respinto dal direttorio della Lega Nord in data 22 giugno; il Genoa venne multato di mille lire per l'invasione di campo della tifoseria, mentre Traverso venne squalificato per quattro mesi.
Il ritorno si svolse in Emilia una settimana dopo, sul campo dello Sterlino colpito da un'inarrestabile pioggia. Il Bologna, come accadde nella partita di andata, mantenne il netto predominio della partita, ma il Genoa rispose prontamente sul campo nella prima frazione di gioco, con un gol in contropiede di Santamaria; il parziale inviperì il pubblico bolognese. Nel primo quarto d'ora della ripresa il Bologna riuscì a pareggiare con un rigore trasformato da Pozzi, e nei successivi trenta minuti la partita si trascinò in maniera convulsa, funestata sia dall'acquazzone che dal comportamento turbolento dei tifosi, al punto che all'arbitro Panzeri di Milano sfuggì totalmente la situazione di mano (una cronaca del giorno dopo lo definirà «naufrago in tempesta»). La gara fu sospesa a pochi minuti dalla conclusione, dopo che alcuni sostenitori felsinei ebbero tentato un'altra invasione di campo, scavalcando le reti di recinzione: in principio il direttore di gara motivò la decisione sulla base dell'impraticabilità del campo dovuta alle cattive condizioni atmosferiche, ma poi confidò ai cronisti di aver preso tale provvedimento per le intemperanze della tifoseria di casa, e di aver assegnato il rigore del pareggio solo dopo pesanti pressioni (nel referto del match, spiegherà testualmente di aver «speciosamente concesso il calcio di rigore al Bologna per evitare incidenti in campo e sulle tribune»).
La Lega Nord non omologò il risultato (anche in seguito al reclamo del Genoa) e si riservò la decisione dopo avere interrogato il direttore di gara. Il Consiglio di Lega, rilevando una differente e contraddittoria versione nel rapporto di Panzeri, in particolare «sopra un punto di grave importanza tecnica», diede mandato alla presidenza di Lega, in unione con la commissione tecnica, di approfondire ulteriormente lo svolgimento della partita di Bologna. La vicenda si concluse con la seduta del consiglio di Lega Nord del 16 luglio, nel quale Panzeri fornì i chiarimenti richiesti e venne applicato l'articolo 15 ai danni del Bologna, con la conseguente attribuzione della vittoria a tavolino al Genoa per 0-2 a causa di «gravi intemperanze del pubblico».  La stampa bolognese criticò duramente l'operato della giustizia sportiva in occasione delle due finali, accusando la Lega di aver applicato un doppio standard in favore del Genoa e rilevando alterazioni del referto di Panzeri.
Il "Grifone", ottenuto così il titolo di campione di Lega Nord, a settembre affrontò nella finalissima il Savoia di Torre Annunziata, dopo una lunga attesa per il protrarsi del campionato meridionale. I campani offrirono un'ottima prestazione, divenendo la prima squadra della Lega Sud a strappare un pareggio a una formazione nordica; malgrado ciò, il Genoa prevalse nel doppio confronto (vittoria per 3-1 in casa, pari per 1-1 in trasferta) e conquistò il suo nono titolo di campione d'Italia. Il Savoia recriminò per un presunto gol fantasma realizzato dal ligure Daniele Moruzzi nel match di ritorno.

### I gironi settentrionali 1924-1925

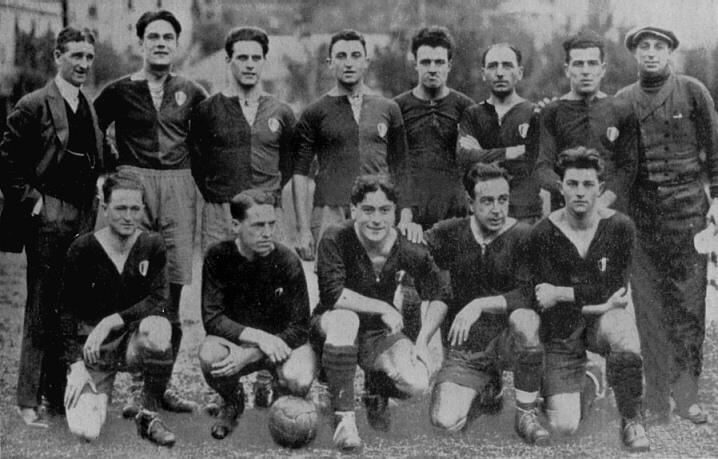
I giocatori del Genoa, campioni uscenti, sono stati i primi a potersi fregiare sulle maglie di un nuovo distintivo appena creato: lo scudetto tricolore.

Durante la prima fase del campionato di Prima Divisione 1924-1925, il cammino del Genoa, campione uscente con lo scudetto sul petto, fu altalenante. Ad approfittarne fu il Modena, che comandò per lunghi tratti il Girone A di Lega Nord: a due turni dal termine gli emiliani sopravanzavano di due punti il Casale e di quattro il Genoa; il "Grifone", però, doveva disputare altre due partite che erano state posticipate. Due vittorie avrebbero, pertanto, garantito ai gialloblù la vittoria del girone oppure lo spareggio con i rossoblù per il primo posto in caso di pari merito. Alla penultima giornata, tuttavia, gli emiliani crollarono in trasferta contro il Brescia lottante per non retrocedere, e i genovesi, i quali beneficiarono anche del rinvio dell'ultimo incontro, li scavalcarono in graduatoria per un solo punto, agguantando in extremis la qualificazione alla finale di Lega, grazie a due successi e un pari nei tre match di recupero contro squadre che non avevano più nulla da chiedere al campionato (sebbene, riportano le cronache, esse si batterono con impegno).
Secondo i modenesi, le motivazioni che concessero al Genoa di poter posticipare le tre partite sarebbero state molto discutibili. La sfida contro il Pisa del 29 marzo fu rinviata per decisione dell'arbitro Trezzi, motivata dall'impraticabilità del terreno dovuta alla pioggia torrenziale caduta durante la mattinata, anche se le due squadre (che in quel momento erano appaiate in vetta a 23 punti) disputarono comunque per il pubblico pagante un incontro amichevole (vinto dal Genoa per 2-1); la contesa del 5 aprile contro il Torino fu rimandata per dispensa della Lega Nord perché il Genoa potesse giocare in amichevole contro il Nacional di Montevideo; la gara del 26 aprile (ultima giornata) contro lo Spezia fu spostata per ragioni di ordine pubblico con ordinanza prefettizia, per la supposta presenza sugli spalti del Picco di alcuni sostenitori del Modena venuti a controllare la regolarità della partita, con il conseguente pericolo di incidenti.
Nel raggruppamento B i protagonisti furono il Bologna, la Pro Vercelli e la Juventus. In particolare il duello fra rossoblù e bianconeri fu contrassegnato da sorpassi reciproci in vetta alla classifica. La Juventus riuscì a portarsi in vantaggio battendo i rivali a Torino, ma fu ripresa alla fine dell'andata e poi ancora scavalcata quando gli emiliani si vendicarono a Bologna. Infine, i bianconeri fallirono l'ultima occasione per il controsorpasso quando, a cinque giornate dal termine, non seppero approfittare della sconfitta rimediata dai bolognesi ad Alessandria, andando a perdere contro i terzi incomodi vercellesi.

## Le "cinque finali"

### I primi duematch

Bologna-Genoa 1-2, 24 maggio 1925, stadio Sterlino, finale Lega Nord.

Genoa e Bologna si ritrovarono avversarie per la finale di Lega Nord a distanza di un anno dal precedente confronto, segnato dalle intemperanze delle tifoserie, nel quale erano stati i liguri a prevalere, vincendo uno a zero in casa all'andata e due zero a tavolino nel match di ritorno in trasferta. Gli esperti liguri, guidati in panchina dall'inglese William Garbutt (passato alla storia per essere stato il primo allenatore professionista in Italia) erano dati per favoriti dai pronostici della stampa; gli emiliani, tuttavia, disponevano di un fortissimo attacco composto da Bernardo Perin, da Angelo Schiavio e dal capitano Giuseppe Della Valle, ed erano allenati dall'austriaco Hermann Felsner, propugnatore dei dettami del "bel giuoco" teorizzati dalla scuola calcistica danubiana.
Le due formazioni si affrontarono per la prima delle due sfide allo Sterlino di Bologna, il 24 maggio 1925: il Genoa passò in vantaggio, nel secondo tempo, grazie ai gol prima dell'ex Cesare Alberti e poi di Edoardo Catto, mentre allo scadere Schiavio segnò la rete della bandiera per il Bologna. La settimana successiva, nello stadio di Marassi, il Bologna si portò in vantaggio nella prima frazione con un gol di Giuseppe Muzzioli su assist di Schiavio; nella seguente metà di gioco Emilio Santamaria portò la gara sul pareggio, ma il Genoa, invece di accontentarsi del pareggio, continuò a gettarsi all'attacco per cercare la vittoria e si scoprì, subendo un gol da Della Valle a sette minuti dal termine. Dopo la partita si verificarono problemi di ordine pubblico e un tentativo di aggressione da parte della tifoseria genoana verso l'arbitro Achille Gama, salvato dai Carabinieri, dal commissario di campo e da alcuni dirigenti del "Grifone".
| Arbitro: | A. Gama (Milano) |

|              |           |                       |
| Schiavio 89’ | Marcatori | 57’ Alberti 86’ Catto |

| Arbitro: | A. Gama (Milano) |

|                |           |                              |
| Santamaria 73’ | Marcatori | 34’ Muzzioli 83’ Della Valle |

### Lo spareggio non omologato

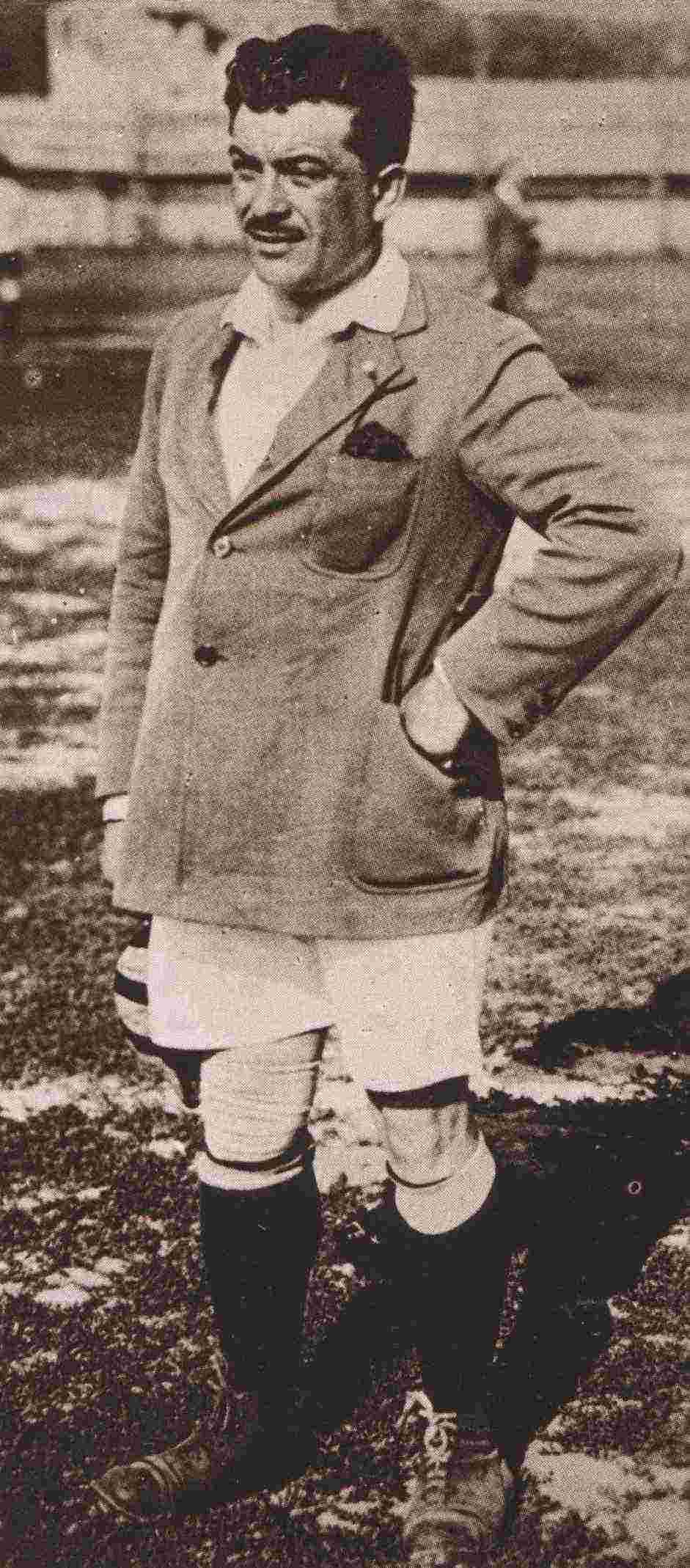
Giovanni Mauro, arbitro del primo spareggio.

Fu quindi necessario uno spareggio, fissato per la domenica successiva, il 7 giugno, a Milano. Il flusso di sostenitori accorsi nel capoluogo lombardo con treni e pullman speciali organizzati dalle società fu così alto da riempire completamente lo stadio sede delle gare del Milan con la folla che si accalcò fino ai margini del campo. L'arbitro Giovanni Mauro comunicò a Enrico Olivetti, presidente di Lega Nord nonché dell'Inter, di non reputare regolari le condizioni di gioco, e solo l'insistenza di quest'ultimo lo persuase a dare il via alla sfida. Secondo il giornalista genovese Renzo Bidone, Mauro avrebbe inoltre annunciato alle due squadre la sua intenzione di sospendere l'incontro qualora non fossero giunti entro quindici minuti dal fischio d'inizio duecento uomini delle forze dell'ordine garantitigli dai dirigenti addetti alla partita; ciò nonostante, il match proseguì normalmente dopo il primo quarto d'ora senza l'arrivo degli agenti asseritamente pattuiti. A ogni modo, Mauro rigettò formalmente le responsabilità su Olivetti per quanto sarebbe potuto accadere.
Il Genoa si portò in doppio vantaggio con Daniele Moruzzi e Alberti e gli entusiasti tifosi liguri invasero più volte il terreno; nondimeno, la partita continuò senza incidenti fino al sedicesimo della ripresa, quando una conclusione del bolognese Muzzioli entrò nello specchio difeso da Giovanni De Prà in maniera apparentemente anomala: il direttore di gara, infatti, non diede il gol al Bologna, bensì un corner, ritenendo che in realtà il pallone fosse uscito dal rettangolo di gioco, deviato dal portiere genoano. Le dichiarazioni della stampa dell'epoca e i racconti postumi dei protagonisti non chiariscono cosa sia effettivamente successo: parte dei cronisti convenne che la segnatura era sembrata lampante a molti spettatori e che Mauro non poteva aver seguito perfettamente la dinamica dell'attacco felsineo poiché distante dall'area di rigore, mentre altre testate difesero il provvedimento argomentando che i tifosi radunati ai lati del campo avevano probabilmente compromesso la regolarità dell'azione, consentendo a Muzzioli di mantenere la sfera in gioco mentre si trovava a tu per tu con De Prà (lo stesso Mauro spiegò di non averla vista entrare in porta e parlò di «rimbalzi inspiegabili»); gli astanti, peraltro, resero più confusa la situazione ostacolando la visuale dei giornalisti e allontanando la palla dopo l'intervento arbitrale. Anche per quanto riguarda l'opinione dei guardialinee Trezzi e Ferro non vi è piena chiarezza: la maggioranza delle fonti riportò che essi erano propensi ad accordare la rete al Bologna, con la sola ma rilevante eccezione dell'autorevole rivista Guerin Sportivo, la quale sostenne che erano invece favorevoli alla decisione di Mauro.
Fatto sta che la scelta di Mauro scatenò il caos: numerosi sostenitori dei "Veltri" entrarono in campo accerchiando il direttore di gara e reclamando minacciosamente la concessione della marcatura. L'impasse durò circa un quarto d'ora: Mauro, dopo aver cercato di interrompere definitivamente la partita dandosi alla fuga, rinunciò al suo intendimento in seguito a un tentativo di violenza da parte di uno spettatore nonché per richiesta di un imprecisato dirigente della FIGC; infine, consultatosi con i guardalinee, egli decise di completare la conduzione del match e di assegnare la rete, pur non reputandola valida, per placare la tifoseria emiliana. La partita riprese e, a otto minuti dalla fine, il Bologna raggiunse il pareggio con Pozzi: i genoani protestarono per delle presunte trattenute nel corso dell'azione, non ravvisate tuttavia da alcuna cronaca della sfida. La contesa proseguì, inframezzata da ulteriori invasioni di campo, e i bolognesi realizzarono con Della Valle anche il gol del 3-2, il quale venne annullato per una carica del capitano felsineo su De Prà. Infine, dopo 112 minuti di gioco, i tempi regolamentari si conclusero in parità.
L'identità del rappresentante FIGC che parlò con Mauro durante la sospensione del gioco, convincendolo a non interrompere lo spareggio, è un mistero. Antonio Ghirelli, nella prima edizione della Storia del calcio in Italia (1954), nonché alcune speculazioni filogenoane, basate sulle asserzioni del portiere De Prà, individuano il responsabile nel gerarca fascista romagnolo Leandro Arpinati, a cui viene attribuita la carica di vicepresidente federale. In quanto noto tifoso felsineo, Arpinati è accusato di aver esercitato un'ingerenza faziosa nelle successive decisioni dell'arbitro; inoltre, si argomenta che fra le persone che assediarono Mauro ci sarebbe stato un gruppo di camicie nere, sguinzagliato proprio da Arpinati con l'obiettivo di costringere con la forza il direttore di gara ad assegnare la rete di Muzzioli.
Entrambe le asserzioni, comunque, sono prive di fondamento. Nel 1925 Arpinati non ricopriva né il ruolo di vicepresidente né tantomeno altri incarichi in FIGC; il segretario del Bologna Enrico Sabattini, per giunta, confermò la presenza di Arpinati sugli spalti, ma negò la sua discesa sul terreno di gioco. Anche il resoconto sull'aggressione subita da Mauro da parte di camerati filobolognesi non è avvalorato dalle cronache; La Stampa di Torino, al contrario, sostenne che due miliziani per la Sicurezza Nazionale si erano recati dall'arbitro per proteggerlo dalle intimidazioni del pubblico.
Le ipotesi più plausibili, pertanto, sono che l'errata identificazione del dirigente in Arpinati derivi dal fatto che egli era in quell'anno alla vicepresidenza della Federazione Italiana Sports Atletici (FISA), poi divenuta Federazione Italiana di Atletica Leggera (FIDAL), e che il funzionario andato a colloquio con Mauro altri non fu che il summenzionato capo della Lega Olivetti, già intervenuto prima dell'inizio del match. In seguito a una richiesta di rettifica da parte di Giancarla Cantamessa Arpinati, figlia del gerarca, e del già citato Sabattini, Antonio Ghirelli riconobbe l'erroneità delle accuse rivolte a Leandro Arpinati.
A quel punto, però, Il Genoa si rifiutò di disputare i tempi supplementari, costringendo Mauro a fischiare prematuramente la fine del match: a detta dei dirigenti del "Grifone", Mauro avrebbe confermato loro che riteneva il primo gol felsineo irregolare, e i liguri avrebbero replicato che, essendo assodata la nullità della rete, essi si consideravano vincitori, pertanto la disputa dei supplementari si rendeva inutile e passibile di «equivoche interpretazioni». Secondo la testimonianza postuma di De Prà, quando fu convalidato il primo gol del Bologna Mauro avrebbe esplicitamente assicurato al capitano del Genoa Renzo De Vecchi che la sfida era da considerarsi finita in quel momento sul 2-0 in favore dei campioni in carica, e che il prosieguo si sarebbe svolto semplicemente pro forma; altri calciatori genovesi fecero dichiarazioni analoghe in via ufficiosa alla stampa mentre erano in procinto di lasciare Milano, eppure le comunicazioni ufficiali genoane e il resoconto scritto da De Vecchi anni dopo per il settimanale Il Calcio Illustrato escludono l'esistenza di una garanzia fornita dall'arbitro. Dopo la gara, ci fu anche una rissa fra le due opposte tifoserie presso la Stazione di Milano Centrale.
Nelle due settimane successive il risultato della partita rimase sub iudice, mentre sia il Genoa che il Bologna fecero ricorso per ottenere il successo a tavolino: i liguri in virtù della forzata concessione della rete di Muzzioli; gli emiliani in ragione della mancata disputa dei supplementari (secondo la tesi felsinea i rivali, dando forfait, avevano perso automaticamente ogni diritto di reclamo). La querelle, tuttavia, fu risolta con una soluzione controversa. Giovanni Mauro, infatti, mise a referto la pregiudiziale sull'ordine pubblico precedentemente notificata ma non applicata, e la ripresentò durante la riunione del Consiglio di Lega Nord tenutasi fra il 20 e il 21 giugno. Preso atto della dichiarazione fornita da Mauro, e seppur commentando negativamente l'operato dell'arbitro, la Lega decise di non omologare il match, respinse sia il reclamo genovese che quello bolognese e decretò la ripetizione dello spareggio; il Consiglio Federale del 27 giugno confermò le precedenti deliberazioni e in più multò i campioni in carica per non aver proseguito la contesa ai supplementari.
Intervistato dal Guerin Sportivo il 26 giugno, Mauro spiegò nuovamente che aveva infirmato qualunque esito dello spareggio ab initio, ma la sentenza di annullamento e la versione dei fatti sostenuta dal "fischietto" di Domodossola furono contestate dalla stampa, sulla falsariga della critica espressa nel comunicato della Lega. In particolare, Il Paese Sportivo di Torino e La Gazzetta dello Sport di Milano argomentarono che, malgrado Mauro avesse sostenuto in prima battuta l'impossibilità di far svolgere la contesa in condizioni regolari, la direzione della stessa risultava cominciata con i crismi dell'ufficialità e la pregiudiziale non poteva ritenersi più utilizzabile; ne conseguiva che, a norma di regolamento, la partita non avrebbe dovuto essere disconosciuta e la Lega avrebbe dovuto dare ragione a una delle compagini. Secondo la retrospettiva di Giancarlo Rizzoglio, storico della Fondazione Genoa, Mauro avrebbe posto l'accento sull'originaria problematica ambientale, e in definitiva sulla responsabilità organizzativa della Lega, anziché sui successivi eventi del campo, per la presumibile ragione che, come dimostrerebbe proprio un articolo del "Guerino" del 18 giugno, egli era uno dei candidati ad assumere di lì a poco la presidenza della Lega stessa; contestualmente, il presidente uscente Olivetti avrebbe sconfessato il rapporto di gara sostenendo che il primo tempo del match ebbe carattere di regolarità. Bisogna, tuttavia, notare che il Guerin Sportivo in quegli anni era famoso per essere particolarmente critico nei confronti di Mauro, perciò potrebbe non essere pienamente attendibile.
| Arbitro: | Mauro (Milano) |

|                       |           |                        |
| Catto 12’ Alberti 43’ | Marcatori | 61’ Muzzioli 82’ Pozzi |

### La sparatoria di Torino

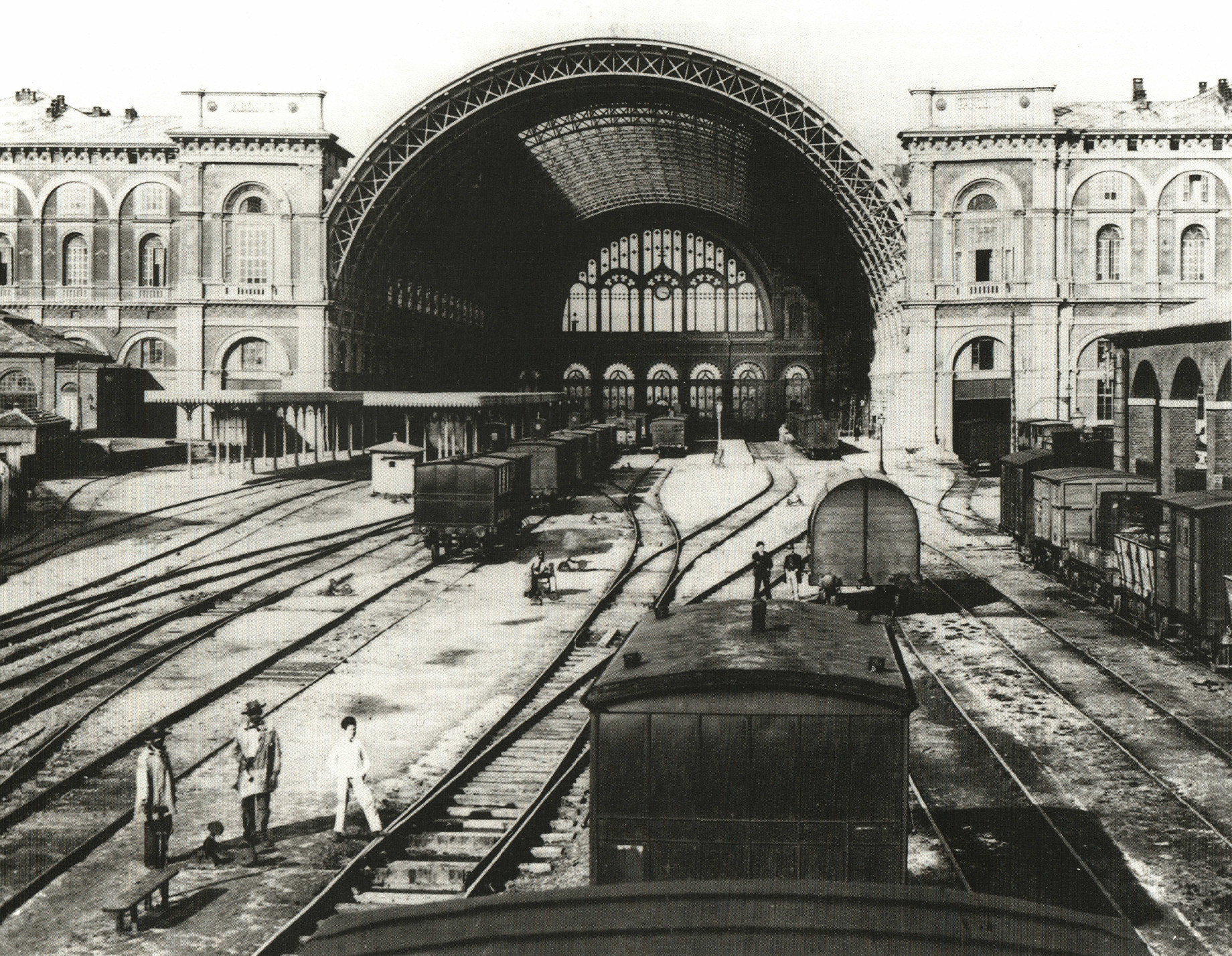
La Stazione di Torino Porta Nuova, teatro dello scontro fra le due tifoserie rossoblù che valse a questo campionato il soprannome di Scudetto delle pistole.

Il 5 luglio si svolse a Torino, nello stadio di Corso Marsiglia della Juventus, il secondo spareggio (inizialmente la sede prescelta fu il Campo di Villa Chayes di Livorno, poi scartato per l'insufficiente capienza). Nel capoluogo del Piemonte, in un impianto praticamente militarizzato, fu il Bologna a portarsi immediatamente in vantaggio con Schiavio, ma il Genoa riuscì a pareggiare con Catto: la sfida si chiuse sull'1-1 dopo i tempi supplementari. Avvenne, però, un grave fatto di cronaca nera alla stazione di Porta Nuova, quando s’incrociarono i due treni speciali gestiti dalle società che riportavano a casa le rispettive tifoserie: durante lo scontro che ne seguì, dal convoglio bolognese partirono una ventina di colpi di rivoltella contro i tifosi genoani, causando due feriti.
Mentre fra i due club scoppiò una bagarre a suon di insulti reciproci nei comunicati ufficiali, l'11 luglio si tenne una riunione congiunta tra Lega e Federazione: la FIGC, dopo aver espresso solidarietà nei confronti del Genoa e invitato il Bologna a individuare al più presto i colpevoli dell'attentato, stabilì di giocare l'ennesima partita il 19 luglio sempre a Torino, ma a porte chiuse. La situazione, tuttavia, si complicò ulteriormente, dato che Agostino D'Adamo, prefetto della provincia torinese, non diede il consenso a ospitare la gara e il consiglio direttivo del Bologna si oppose alla presa di posizione federale, presentando un ordine del giorno con cui lamentava presunte istigazioni compiute dai genovesi in occasione del misfatto di Porta Nuova. Di conseguenza, il 18 luglio la Federazione deliberò di rinviare la nuova partita a data da destinarsi, multò il sodalizio felsineo per la sua insubordinazione e gli impose di consegnare entro il 31 luglio i responsabili della sparatoria alle autorità, pena l’applicazione dell’art. 22 del proprio Statuto che avrebbe comportato la squalifica della squadra (nonché un'eventuale radiazione) e consegnato al Genoa l'accesso alla finalissima.
Il Bologna e l'opinione pubblica a esso vicina, però, si ribellarono a questo provvedimento denunciando un ipotetico complotto ordito ai danni dei felsinei: il periodico bolognese La Voce Sportiva fece notare che dei sette rappresentanti del direttorio federale, il quale aveva minacciato l'estromissione del club dalla finale, quattro erano piemontesi, tre liguri e nessuno emiliano; il segretario del Bologna Enrico Sabattini, peraltro, dichiarò che il comunicato FIGC di verbalizzazione dell'assemblea dell'11 luglio presentava un contenuto non veritiero, atto sia a occultare la discussione in merito alle provocazioni della tifoseria genoana prima della sparatoria di Torino, sia a gettare ombre sulla posizione di ferma condanna pronunciata dalla società petroniana verso il comportamento dei suoi sostenitori.
Per queste ragioni, il 20 luglio il sodalizio felsineo diede vita presso Piazza del Nettuno, nel capoluogo emiliano, a una rabbiosa protesta con il sostegno delle autorità politiche locali. In tale circostanza, l'assemblea dei soci ribadì il suo convincimento dell'esistenza di una cospirazione per favorire il Genoa: i capi d'accusa esposti furono la mancata squalifica dei genoani per il forfait nei tempi supplementari a Milano, la scelta di Torino come sede per la ripetizione dello spareggio (che consideravano non neutrale e favorevole ai genoani) e l'attesa di 15 giorni per la disputa del match (a loro dire atta a far recuperare le forze ai campioni in carica); il quotidiano torinese Il Paese Sportivo stigmatizzò nel merito e nel metodo la polemica bolognese, definendola un'«eccezionale montatura» nonché descrivendo le affermazioni proferite come «ingiuriose» e il tono utilizzato come «chiaramente offensivo». La conclusione della seduta fu affidata al consigliere municipale Galliano, il quale lanciò un attacco durissimo ai vertici della FIGC:
- Dichiara tutta la propria simpatia e solidarietà al Bologna F.C. nella sante [sic] battaglia cui lo hanno trascinato gli Enti Federali, i quali, dopo aver dato ripetute prove di grossolana insipienza, di evidente partigianeria e perfino di mendacio tenderebbero ora di rifarsi della perduta autorità ricorrendo all'intimidazione e al terrore e mediante il sacrificio premeditato di una fra le Società federate che più onora il calcio italiano ed è vanto e decoro della città di Bologna;

e ritenendo che l'offesa colpisca insieme col Club sportivo l'intera cittadinanza:
- Invita il Bologna F.C. a non piegarsi al pazzesco ultimatum della Federazione promettendo di non desistere dall'agitazione oggi iniziata fino a che non vengano spazzati via "anche come perturbatori della quiete pubblica" i manipolatori del più gretto parlamentarismo sportivo, tutti coloro insomma che si sono dimostrati indegni di reggere le sorti della grande e rigogliosa famiglia calcistica nazionale.»

A questo infuocato comizio fece seguito l'intervento del prefetto bolognese Arturo Bocchini, il quale, con un'informativa diretta al Ministero dell'interno, definì benevolmente le contestazioni «platoniche ed entusiaste» ma espresse il timore che la decisione federale ingenerasse «conseguenze [..] sull'ordine pubblico in altre città sulle quali la squadra del Bologna in virtù del deliberato della Federazione potrebbe essere ritenuta esclusa dalle gare sportive.»
Nella già citata prima edizione della Storia del calcio in Italia, Antonio Ghirelli sostenne che Leandro Arpinati si trovasse nel vagone dal quale erano partiti i colpi di rivoltella contro i tifosi del Genoa, insinuando un suo coinvolgimento nella sparatoria. Inoltre, Ghirelli riportò che Arpinati avrebbe costretto il consiglio della Lega Nord alle dimissioni allo scopo di salvare il Bologna, squadra di cui era tifoso, dalla possibile squalifica minacciata dalla FIGC.
Giancarla Cantamessa Arpinati, figlia del gerarca fascista, bollò tali asserzioni come calunniose e scrisse a Enrico Sabattini, chiedendogli di fornire la propria versione della vicenda. L'allora segretario del Bologna confermò che Arpinati era sul treno ma smentì la sua partecipazione al misfatto, asserendo che gli spari partirono dall'ultima vettura del convoglio mentre il gerarca, ignaro di tutto, si trovava nella vettura di testa; definì, inoltre, un'assurdità l'idea che Arpinati avrebbe obbligato la Lega Nord a dimettersi pur di proteggere il Bologna.
Preso atto delle dichiarazioni di Cantamessa Arpinati e di Sabattini, Ghirelli rettificò quanto aveva precedentemente riferito.
Il 26 luglio fu allora indetta a Parma un'assemblea generale della Lega Nord, la cui dirigenza (Olivetti in testa) si era nel frattempo dimessa in blocco per via degli scandali. Durante la riunione, grazie alla mediazione del dirigente juventino Umberto Malvano, il socio del Bologna Sabattini e l'avv. Bianchi rappresentante del Genoa si accordarono nel dirimere sul campo di gara la questione della superiorità tra le due squadre. L'ordine del giorno Malvano, approvato, chiese alla Federazione di sospendere sine die le sanzioni a carico degli emiliani e di programmare, indipendentemente dall'inchiesta sull'incidente di Torino, la disputa di una terza partita di spareggio, la quinta complessiva. Nella stessa giornata fu eletto come presidente della Lega Nord l'avv. Giuseppe Cavazzana, una figura estranea alle passate deliberazioni, mentre divenne uno dei nuovi vicepresidenti Silvio Marengo, ex calciatore genoano nonché socio e delegato del sodalizio ligure, fino a pochi giorni prima in disputa con Sabattini sui fatti di Torino. Il 20 settembre, tuttavia, Olivetti tornò alla guida dell'organo e Marengo perse la sua carica, mentre Cavazzana divenne il capo del neonato comitato delle società settentrionali di Terza e Quarta Divisione.
Frattanto, il 2 agosto era avvenuta la ratifica dell'accordo da parte del Consiglio Federale, il quale aveva dato mandato alla Lega di fissare data e campo della sfida, e i rappresentanti del Genoa e del Bologna, dimostrandosi ossequenti all'autorità FIGC, avevano rinnovato solennemente il patto di Parma. La disposizione di un'inchiesta sulla sparatoria di Porta Nuova, invece, non produsse alcun risultato e gli aggressori bolognesi non furono mai identificati.
| Arbitro: | A. Gama (Milano) |

|           |           |              |
| Catto 25’ | Marcatori | 11’ Schiavio |

### L'ultima sfida segreta

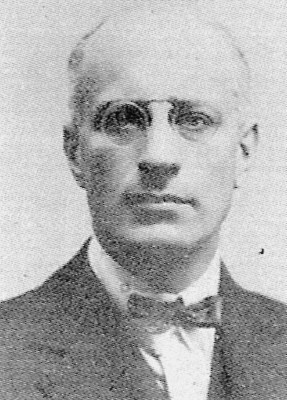
Hermann Felsner, allenatore del Bologna e protagonista del controverso «affare dei palloni».

Nei giorni seguenti all'assemblea di Lega vennero indicate ai club la data e il luogo del match: il 9 agosto alle 7 di mattina, a Torino a porte chiuse. In seguito al reiterato divieto del prefetto del capoluogo piemontese di far svolgere l'incontro, esso fu spostato a Milano all'ultimo momento: il Bologna venerdì 7 aveva raggiunto la città sabauda ma, informato del cambiamento di programma, dovette ripartire il giorno dopo per la Lombardia; il Genoa, invece, raggiunse direttamente il comune meneghino sabato sera. Il campo di gioco prescelto, quello di Vigentino della Società Ginnastica Forza e Coraggio, fu tenuto segreto al pubblico onde evitare ulteriori incidenti.
Nelle settimane precedenti, l'interruzione del campionato aveva indotto entrambi i sodalizi a ridurre l'intensità degli allenamenti, sostenendo comunque delle partite amichevoli per tenersi in forma, e dunque esse ebbero poco tempo per prepararsi al meglio in vista dell'incontro. Fu il Genoa, però, ad aver apparentemente risentito in misura maggiore della lunga sosta agonistica: l'ultima partita, giocata davanti a pochissimi presenti, fu vinta agevolmente per 2-0 dai felsinei (segnature di Pozzi e Perin), nonostante questi avessero concluso il match in 9 uomini per le espulsioni di Alberto Giordani al 13' del secondo tempo e di Giovanni Borgato al 44'.
Il quotidiano bolognese Il Resto del Carlino illustrò la partita come peggiore in bellezza ma più emotiva rispetto a quella di Torino, a causa rispettivamente dell'anomala assenza della folla e della pesante posta in palio, e individuò i meriti del Bologna nel «freddo calcolo» col quale aveva disputato l'incontro e nell'«organicità» del suo gioco di squadra; il reportage concittadino della Voce Sportiva esaltò la superiorità messa in luce dai vincitori, sebbene la pausa della competizione durata un mese potesse teoricamente agevolare la rosa genoana, più bisognosa di recuperare le energie perse nel corso del campionato avendo un'età media maggiore in confronto a quella del Bologna. Tutte e due le pubblicazioni resero, comunque, gli onori delle armi al Genoa, il quale, pur dimostratosi meno efficace e mobile del solito, aveva cercato fino alla fine di ribaltare la situazione di gara sfavorevole.
Per quanto concerne la stampa di Genova, a sottolineare come il successo definitivo del Bologna fu quella della squadra migliore, sia tecnicamente che fisicamente, furono le parole di Vittorio Pozzo, testimone oculare delle cinque finali, in un editoriale del 22 agosto 1925 su Il Calcio, un settimanale sportivo diretto da Rino Sacheri:
(Vittorio Pozzo, Il Calcio n. 50-51 p.3, 22 agosto 1925)
La testata genovese Il Lavoro affermò, inoltre, che il torneo fu perduto dal Genoa il 31 maggio, allorché i bolognesi si riscattarono dalla sconfitta casalinga nella finale d'andata espugnando il Marassi e obbligando i campioni in carica a disputare gli spareggi; commentò che il Bologna vinse meritatamente l'incontro perché la sua prestazione fu di poco inferiore al consueto, a differenza dei genoani, incappati in una pessima giornata forse a causa della levataccia nonché per l'anormalità della sfida giocata a un'ora insolita e in un ambiente silenzioso; aggiunse infine che, nonostante tutto, l'esito del match avrebbe potuto essere diverso se il tiro di Alberti in apertura di partita fosse entrato nella porta felsinea invece di rimbalzare fortunosamente sul ginocchio dell'estremo difensore Mario Gianni.
Varie retrospettive filogenoane asseriscono che il cattivo rendimento del 9 agosto da parte dei campioni uscenti vada addebitato, oltre che al già menzionato «affare dei palloni», ad altre due circostanze:
1) Il fatto che la società ligure avrebbe interrotto gli allenamenti e mandato in villeggiatura gli atleti in attesa delle delibere governative, ricevendo la convocazione federale per lo spareggio tardivamente, mentre il Bologna, avvisato degli sviluppi con largo anticipo, avrebbe continuato l'attività sportiva.
2) La presenza, durante l'incontro, di camerati fascisti emiliani che avrebbero intimidito la squadra rivale dagli spalti.
Tali assunti, il cui principale sostenitore fu Giovanni De Prà, in realtà sono in contraddizione con i resoconti coevi della partita e delle giornate precedenti a essa, i quali non citarono nessuna vacanza dei calciatori del "Grifone", non ravvisarono difformità nelle tempistiche delle comunicazioni istituzionali (i sodalizi si erano già accordati in merito alla finale il 26 luglio) né differenze nella qualità della preparazione dei club alla sfida (non ottimale per tutte e due le compagini), e non riportarono alcuna partecipazione di camicie nere all'evento (perlomeno non all'interno dello stadio).
Molti anni dopo, tuttavia, emerse un retroscena che provocò nuove polemiche in relazione all'epilogo della finale di Lega Nord. Il succitato dirigente bolognese Sabattini dichiarò, infatti, di essersi recato segretamente a Vigentino, in compagnia del coach Felsner, nella mattinata antecedente l'ultimo spareggio: la coppia poté beneficiare di un sopralluogo sul terreno dell'imminente sfida e, con la complicità del custode (pagato 20 lire per il "disturbo"), ricevette la garanzia che i calciatori felsinei avrebbero usufruito del comodo spogliatoio riservato alla squadra di casa anziché di quello più angusto per le compagini in trasferta (cosa che in realtà non avvenne, poiché il giorno dopo furono i genoani ad approfittare delle stanze della Forza e Coraggio), ma soprattutto si assicurò il vantaggio di utilizzare le proprie sfere di gioco, gonfiate personalmente da Felsner in maniera da «propiziare la vittoria» del Bologna, al posto di quelle in dotazione al campo. Non è chiaro se quest'ultimo espediente fosse semplicemente un gesto scaramantico o un vero e proprio trucco, dato che, secondo Sabattini, lo scambio escogitato dall'allenatore austriaco non aveva apportato una «sensibile differenza» in favore dei petroniani; fatto sta che l'escamotage passò alla storia come «l'affare dei palloni».
Tra gli anni 1960 e 1970, in un confronto televisivo fra Sabattini e il portiere genoano De Prà, l'estremo difensore raccontò che il centrocampista emiliano Pietro Genovesi gli aveva confidato l'accaduto, spiegando all'ex rivale che le sfere di gioco preparate da Felsner erano più leggere rispetto alla norma; il socio del club petroniano replicò all'accusa affermando che i famigerati palloni erano stati sempre impiegati nelle sfide disputate dalla compagine felsinea nel corso del torneo (anche se le testimonianze visive dimostrerebbero che le sfere usate nella partita erano a 12 sezioni, e non quelle a 18 di cui solitamente si serviva il Bologna). In ogni caso, per quanto la condotta di Sabattini e Felsner possa essere stata sportivamente discutibile, non è mai stato accertato che gli stratagemmi da loro attuati abbiano inciso irregolarmente sul risultato del quinto match e che ci fossero i presupposti giuridici per una squalifica dei felsinei o per l'ennesima ripetizione dello spareggio; per giunta, le decisioni relative all'uso dei palloni ricadevano sotto la responsabilità dell'arbitro Gama, il quale non riscontrò anomalie.
| Arbitro: | A. Gama (Milano) |

|                     |           |  |
| Pozzi 28’ Perin 89’ | Marcatori |  |

## Le conseguenze

### Il trionfo bolognese

Il Bologna per la prima volta campione d'Italia.

Fu così che il Bologna, al termine di una battaglia col Genoa durata undici settimane, ottenne l'agognata qualificazione alla finalissima nazionale. Gli emiliani si trovarono a fare i conti con l'Alba Roma, neocampione dell'Italia centrale e meridionale: i biancoverdi avevano conquistato la vittoria della Lega Sud senza troppi patemi, ancorché tale successo venne viziato da una presunta combine. Sugli albini, infatti, gravò il sospetto di aver corrotto il portiere della Cavese Pasquarelli in occasione dello scontro diretto fra le due squadre nell'andata delle semifinali interregionali: la sfida in questione era terminata 5-0 per i romani.
In maniera analoga alle precedenti finalissime, i pronostici vedevano come nettamente favorito il Bologna in virtù del divario tecnico che le formazioni settentrionali vantavano quasi sempre su quelle peninsulari. Il primo incontro fra i rossoblù e l'Alba, disputato il 16 agosto allo Sterlino, confermò tale tradizione: i felsinei dominarono il match e si imposero per 4-0, approfittando anche della non perfetta condizione degli avversari, i quali non disputavano partite ufficiali da oltre un mese nella lunga attesa della conclusione della finale di Lega Nord.
La partita di ritorno a Roma fu vinta sempre dai bolognesi per 2-0, nonostante una prestazione sottotono; la stampa capitolina, tuttavia, si lamentò per due ipotetici errori arbitrali ai danni dei padroni di casa (un possibile fuorigioco nell'azione della prima rete e la mancata concessione all'Alba di un gol fantasma nel finale di gara). Il Bologna vinse, quindi, il primo titolo nazionale nella sua storia, mentre il Genoa fallì la possibilità di fregiarsi del decimo scudetto. Questo campionato verrà in seguito soprannominato in ambito giornalistico come lo Scudetto delle pistole, in riferimento ai summenzionati fatti di sangue di Torino.

### La richiesta genoana di riassegnazione del titolo
Nei decenni successivi a tali accadimenti, vari esponenti e sostenitori del Genoa contestarono a più riprese la regolarità degli spareggi, ritenendo che la Lega Nord avesse sottratto al club ligure la vittoria a tavolino della finale e che il Bologna avesse beneficiato di favoritismi concessi dal regime fascista. I genoani, in particolare, definirono questo torneo il Furto della Stella, ovvero del distintivo che dal 1958 viene attribuito alle squadre italiane ogni 10 campionati vinti. Tifosi e affiliati del Bologna, al contrario, hanno sempre difeso la validità del titolo conquistato, bollando gli assunti dei rivali come frutto di una teoria del complotto e sottolineando che il "Grifone" potrebbe essere oggetto di eguali recriminazioni da parte degli stessi bolognesi, circa i discussi eventi sia del 1925 che del 1924. Contestualmente si sono succedute numerose ricostruzioni storiche volte ad asseverare o a confutare, a seconda dei casi, le due tesi contrapposte.
Tra la fine degli anni ottanta e l'inizio degli anni novanta, l'ex sindaco di Genova Fulvio Cerofolini presentò all'allora ministro del turismo e dello spettacolo Franco Carraro un'interpellanza parlamentare in merito allo Scudetto delle Pistole. La promessa di apertura di un fascicolo d'indagine sulle circostanze che portarono il Bologna a vincere il campionato cadde tuttavia nel dimenticatoio a causa dello scoppio dello scandalo di Tangentopoli. Nel 2008 il quotidiano britannico The Guardian ha incluso la terza finale tra Bologna e Genoa in una lista dei maggiori misfatti regolamentari della storia calcistica.
Nel 2016 la Fondazione Genoa manifestò la volontà di chiedere alla FIGC la revoca dello scudetto alla compagine emiliana e la riassegnazione al club genovese, intenzione contro cui reagirono le associazioni del tifo bolognese perorando la legittimità del campionato. Il 30 ottobre 2018 lo stesso Genoa ha annunciato l'intenzione di domandare alla Federazione di valutare l'assegnazione dello scudetto 1925 ex aequo con il Bologna per le presunte irregolarità avvenute durante i match Lega Nord, dentro e fuori dal campo; a sua volta, la società emiliana ha definito la petizione dei liguri fondata su episodi «non acclarati», nonché un'«aberrazione giuridica» in quanto riferita alla finale di Lega Nord e non alla finalissima nazionale.
Nel corso del Consiglio Federale del 30 gennaio 2019, il presidente federale Gabriele Gravina ha proposto la creazione di una commissione ad hoc che analizzi, con approccio storico-scientifico, sia la richiesta dello scudetto 1925 del Genoa, sia le petizioni di Lazio, Bologna e Torino relative ai campionati 1915 e 1927; l'organo collegiale è stato istituito il successivo 30 maggio e Matteo Marani, il vicepresidente della Fondazione Museo del Calcio, è stato incaricato di coordinare i docenti universitari che lo compongono.